# Таку Сигэцугу
Таку Сигэцугу (яп. 多久 茂族, 1 ноября 1833 — 20 декабря 1884) — японский государственный деятель, губернатор префектур Хамамацу (1871—1872) и Сага (1872—1873), 11-й глава рода Таку.

## Биография
Старший сын Таку Сигэсуми, 10-го главы рода Таку. В 1837 году он стал главой семьи, а в 1847 году сменил своё детское имя Мацутиё (松千代) на взрослое Сигэцугу (茂族).
В 1848 году занимался охраной Нагасаки. Он также занимал должность главы Кодокана в Саге. В ноябре 1864 года Сигэцугу участвовал в походе в Тёсю. В 1868 году Таку Сигэцугу покинул свои владения с 500 солдатами и занял позиции в Уцуномии для защиты провинции Симоцукэ. Во время осады замка Айдзу Сигэцугу командовал бомбардировкой из пушек Армстронга. В октябре того же года Таку отвечал за сопровождение Мацудайры Катамори, его сына и 5 старших вассалов княжества Айдзу в Токио.
С 19 января 1869 года Сигэцугу служил в правительстве Мэйдзи, занимая различные должности. 26 декабря 1871 года он был назначен губернатором префектуры Хамамацу. 7 июня 1872 года Таку был переведён на должность главы префектуры Имари, где он обратился в Министерство финансов с просьбой перенести администрацию префектуры из Имари в Сагу, и 4 июля того же года префектура Имари была переименована в префектуру Сага. Сигэцугу подал в отставку 15 августа того же года и 15 января 1873 года ушёл с поста главы префектуры. После этого он посвятил себя разработке угольных шахт и подготовке к работе на них бывших самураев княжества Сага.
Его сын, Таку Кэнъитиро (1852—1901), барон (с 1897), состоял в должности камергера наследного принца и церемониймейстера. Внук, Таку Рюдзабуро (1901—1983), член Палаты пэров Японии.